# Cucullaria
Cucullaria is een geslacht van uitgestorven tweekleppigen uit de familie van de Parallelodontidae.

## Soorten
- † Cucullaria heterodonta (Deshayes, 1860)